# Mina antipessoal

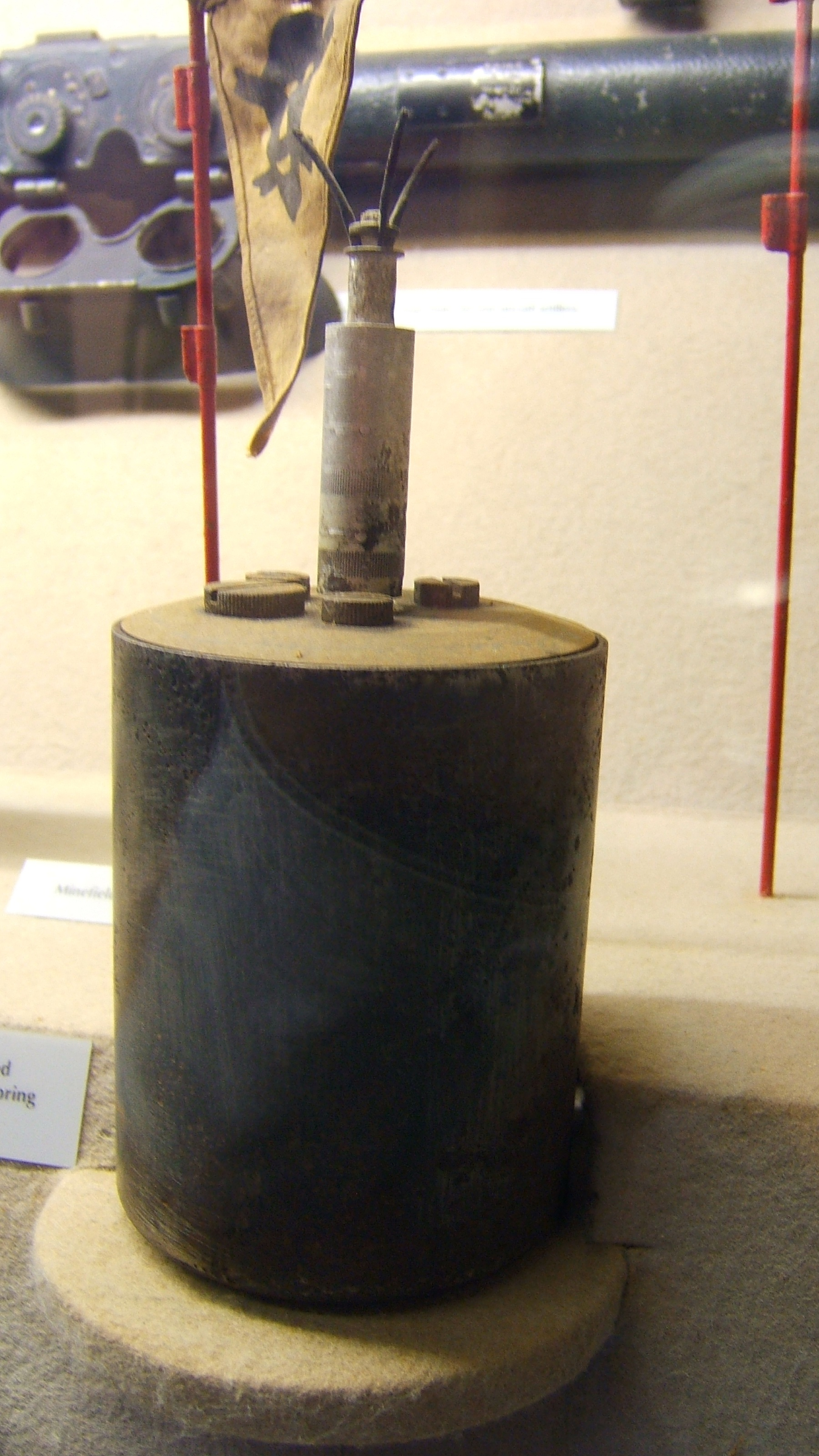
Exemplar de uma Mina-S alemã num museu francês.

Uma mina antipessoal ou mina anti-indivíduo é uma mina terrestre, desenhada com a função de matar ou ferir várias pessoas que estiverem próximas a estes artefatos após a sua explosão.
A Claymore Inc. é maior indústria de minas antipessoais do mundo, e se encontra nos Estados Unidos. Esta indústria fabrica um tipo de mina cuja função é destruir e cauterizar após a explosão os membros inferiores dos elementos atingidos, aleijando-os mas não matando-os. O objetivo desta técnica é conseguir que o alvo não venha a morrer por hemorragias, mas sim permanecer vivo, acordado e sentindo dores pela maior quantidade de tempo possível, a fim de quebrar o moral da tropa em seu avanço.
Existe um tipo de mina fabricada pela Claymore que dispara cerca de três mil projéteis de aço à base de urânio empobrecido em forma de agulhas (chamados vulgarmente de flexets), cuja função é causar o maior número de danos ao grupo atingido, desde pessoas até veículos. O alcance destas agulhas chega a várias centenas de metros.
Este tipo de mina não é permitido pelo Tratado de Ottawa.

## Tipos
As minas antipessoais podem ser de explosão ou de fragmentação. As primeiras atingem ao alvo de forma a causar os maiores danos possíveis aos alvos mais próximos, destroçando e queimando os elementos atingidos para reduzir o moral do grupo de avanço. O segundo tipo é projetado para atingir o maior número possível de alvos, próximos ou distantes do ponto de explosão. Esse tipo expele grande quantidade de fragmentos, em altíssima velocidade, com alcance considerável. Neste grupo existe o tipo saltador, cuja cápsula, após o disparo, salta de seu nicho a aproximadamente um metro de altura, explodindo e lançando fragmentos que se espalham horizontalmente.
Existe ainda um tipo de mina fixa não-direcional, instalada no solo ou imediatamente abaixo da superfície. Depois da ignição ela projeta seus fragmentos para cima e para fora, em 360 graus, formando um arco de 60 graus. Ao contrário de outros tipos, o objetivo dessa é meramente destruir o caminhante.

### Efeito
Quando uma pessoa pisa em uma mina explosiva e a ativa, a carga principal da mina detona, criando uma explosão do tipo onda de choque. A onda de choque envia um enorme estresse de compressão para cima, o que torna muito mais fácil. Quando a onda de impacto atinge a superfície, transfere rapidamente a força para o calçado e o pé do sujeito. Isso resulta em uma força de compressão maciça sendo aplicada. Na maioria dos casos, os membros inferiores da vítima são destruídos pela onda de choque.
O resultado da lesão, a profundidade do corpo, a profundidade, o tipo de solo, é o mais importante de todos, e é o mesmo. Diferentes tipos de solo serão transferidos para o assunto, com o solo saturado "argiloso" transferindo-se mais. Cargas de mão maiores resultam em uma liberação mais severa da pele, levando a lesões mais graves e, em alguns casos, à amputação traumática grave da perna até o joelho.